# Capella (Hiszpania)
Capella – gmina w Hiszpanii, w prowincji Huesca, w Aragonii, o powierzchni 60,71 km². W 2011 roku gmina liczyła 360 mieszkańców.